# The Gambler's I.O.U.
The Gambler's I.O.U. er en amerikansk stumfilm fra 1915.

## Medvirkende
- Charles West som Dick Smith.
- Barney Furey som Jim Bevins
- Harry Carey som Dave Dawson
- Claire McDowell som Nell.